# Abbotts Ann
Abbotts Ann est une paroisse civile et un village du Hampshire, en Angleterre.